# Andrei Lupan
Andrei Lupan (n. 15 februarie 1912 – d. 24 august 1992) a fost un poet, dramaturg, eseist, publicist și om de stat moldovean, membru titular al Academiei de Științe a RSS Moldovenești (1961).

## Biografie
Este absolvent al Școlii Agricole din Cucuruzeni (1929) și al Școlii de Viticultură din Chișinău (1934). În 1935 devine student al Facultății de Agronomie a Universității "Al. I. Cuza" din Iași cu sediul la Chișinău. A absolvit Institutul Agricol din Chișinău (1941). În anii celui de-al Doilea Război Mondial, a colaborat cu Comitetul Moldovenesc pentru Radiodifuziune și cu ziarul Moldova Socialistă, evacuate la Moscova. După 1945, a exercitat funcțiile de președinte al Comitetului de conducere al Uniunii Scriitorilor din R.S.S.M. (1946-1962), secretar al Comitetului de Conducere al Uniunii Scriitorilor din U.R.S.S. (1954-1971), președinte al Sovietului Suprem al R.S.S.M. (1963-1967), locțiitor al președintelui Prezidiului Sovietului Suprem al R.S.S.M. (1967-1971). Până la sfârșitul vieții se consacră muncii de creație.
Debutează cu poezia Biografie în 1932 pe paginile ziarului bucureștean Adevărul literar și artistic, după care publică sporadic poezii în presa vremii scrise în manieră barbian-argheziană. Câteva articole publicistice publicate în anii studenției (Realități studențești; Facultatea și studenții ei; Eroism și lașitate; O manevră) denotă orientarea democratică a tânărului scriitor, tendința de încadrare plenară în problematica vieții și atașamentul față de frământările și năzuințele oamenilor muncii spre o viață mai bună. Creația literară de după 1945, reflectată în volumele Poezii (1947); Întrare în baladă (1954); Haz și necaz (1957); Meșter-faur (1958); Frate al pământului (1962); Versuri (1962); Legea găzduirii (1966); Cărțile și răbojul anilor (1969); Scrieri (în 3 vol., 1973); Gromovnic (1973); Magistrale (1976); Versuri (1982); Frate al pământului (1986); Scrieri (în 2 vol., 2002) ș.a. ilustrează autenticitatea talentului și multitudinea preocupărilor artistice și intelectuale ale autorului, orientat cu fidelitate spre tradiția clasică verificată și confirmată de experiența mai multor generații de mânuitori ai condeiului, conturând astfel chipul unui poet de largă respirație epică, în creația căruia oamenii și meleagul natal se prezintă în autentica lor haină pământească. Scriitorul reflectă în creațiile sale evenimente importante din viața satului moldovenesc din perioada dintre cele două războaie mondiale, din timpul celui de-al Doilea Război Mondial și din anii postbelici, cu tot frământul și zbuciumul lor dramatic, intersectând mentalitatea profund țărănească și tiparele vii ale creației populare cu lecturile și asimilările valorilor naționale și universale, fapt care imprimă scrisului lupanian o notă și un specific aparte. S-a manifestat și în calitate de traducător al unor opere de valoare din patrimoniul literar universal, prezentând versiuni în limba maternă din W. Shakespeare, A. Pușkin, M. Lermontov, N. Nekrasov, T. Șevcenko, M. Gorki, V. Maiakovski, A. Tvardovski, N. Tihonov, A. Prokofiev, E. Mejelaitis ș.a. A participat permanent la toate activitățile de amploare ale A.Ș.M., evidențiindu-se mai cu seamă în cadrul Secției de Științe Socioumane. A pledat pentru valorificarea patrimoniului cultural și literar, pentru promovarea valorilor autentice naționale și a susținut predarea clasicilor literaturii române în școlile moldovenești. S-a manifestat ca publicist cu profunde și curajoase viziuni estetice, culturale și sociale (eseurile despre M. Eminescu, I. Creangă, T. Arghezi, despre procesul literar contemporan, despre limba literară etc, înmănuncheate parțial în culegerea Cărțile și răbojul anilor, (1969), etc. În timpul mișcării de eliberare națională, a susținut revenirea la alfabetul latin.
I s-au conferit titlurile de Scriitor al Poporului din R.S.S.M. și de Erou al Muncii Socialiste. A fost distins cu Premiul de Stat al R.S.S.M., Premiul de Stat al U.R.S.S., decorat cu ordinele "Lenin" și "Drapelul Roșu de Muncă".
În 1992, la un eveniment în cadrul AȘM, Lupan a zis în mod explicit că moldovenii fac parte din poporul român.

## Controverse
La sfârșitul anilor '80 și începutul anilor '90, Lupan a fost criticat de unioniști pentru loialitatea sa față de regimul sovietic și ideologia comunistă.

## Cărți publicate
- Poezii, Editura de stat a Moldovei, Chișinău, 1947
- Lumina, Editura Arlus-Cartea Rusă, București, 1953
- Intrare în baladă, Editura de stat a Moldovei, Chișinău, 1954
- Haz și necaz, Editura de stat a Moldovei, Chișinău, 1957
- Meșter Faur, Editura de stat a Moldovei, Chișinău, 1958
- Frate al pământului, Editura "Cartea moldovenească", Chișinău, 1959
- Frate al pământului, Editura "Cartea moldovenească", Chișinău, 1962
- Mijatca, Editura "Cartea moldovenească", Chișinău, 1962
- Legea găzduirii, Editura "Cartea moldovenească", Chișinău, 1966
- Lumina, Editura "Lumina", Chișinău, 1966
- Versuri, Editura "Cartea moldovenească", Chișinău, 1967
- Cărțile și răbojul anilor, Editura "Cartea moldovenească", Chișinău, 1969
- Legea găzduirii, Editura "Cartea moldovenească", Chișinău, 1969
- Mijatca, Editura "Lumina", Chișinău, 1971
- Gromovnic, Editura "Cartea moldovenească", Chișinău, 1973
- Scrieri (în 3 vol.), Editura "Cartea moldovenească", Chișinău, 1973
- Magistrale, Editura "Cartea moldovenească", Chișinău, 1976
- Sat uitat, Editura "Literatura artistică", Chișinău, 1978
- Versuri/Стихи(ediție bilingvă), Editura "Literatura artistică", Chișinău, 1982
- Poezii, Editura "Literatura artistică", Chișinău, 1985
- Frate al pământului, Editura "Literatura artistică", Chișinău 1986
- Mijatca, Editura "Literatura artistică", Chișinău, 1989
- Scrieri (în 2 vol.), Editura "Cartea Moldovei", Chișinău, 2002
- Intrare în baladă, Editura "Cartea Moldovei", Chișinău, 2007

### Traduceri
- ru Лицом к лицу (Hat în hat și față-n față), Editura de stat a Moldovei, Chișinău, 1957
- ru Про нас (Despre noi), Editura "Sovetskii pisateli", Moscova, 1959
- ru Стихи (Poezii), Gosudarstvennoie izdatelstvo hudojestvennoi literaturi, Moscova, 1961
- ru Прятки (Mijatca), Editura "Cartea moldovenească", Chișinău, 1964
- ru Ноша своя (Dreaptă agonisire), Editura "Cartea moldovenească", Chișinău, 1970
- ru Свет (Lumina), Editura "Lumina", Chișinău, 1970
- ru Ноша своя (Dreaptă agonisire), Editura "Hudojestvennaia literatura", Moscova, 1975
- ru Магистрали (Magistrale), Editura "Sovetskii pisateli", Moscova, 1977
- hy Magistrale, Editura "Sovetakan groh", Erevan, 1977
- ru Добро носящий (Întâlnirea cu noroc), Editura "Detskaia literatura", Moscova, 1980
- uc Добрий знак (Bunul semn), Editura "Radianskii pismenik", Kiev, 1987
- ru Избранное (Opere alese), Editura "Hudojestvennaia literatura", Moscova, 1987